# Prémio Branquinho da Fonseca Expresso/Gulbenkian
O Prémio Branquinho da Fonseca de Literatura Infanto-Juvenil foi instaurado pelo Jornal Expresso e pela Fundação Calouste Gulbenkian e teve a sua primeira edição em 2001. 
Premeia obras inéditas em língua portuguesa escritas por jovens escritores entre os 15 e os 30 anos de idade. A sua edição é bienal.

## Premiados
- 2001 - Modalidade Infantil : O Senhor Valéry, de Gonçalo M. Tavares ; Modalidade Juvenil: Crónicas de Allaryia – A Manopla de Karasthan, de Filipe Faria.
- 2003 - Modalidade Infantil : A Verdadeira História de Alice, de Rita Taborda Duarte; Modalidade Juvenil: Amor de Miraflores, de João Borges da Cunha.
- 2005 - Modalidade Infantil : A Noite dos Animais Inventados, de David Machado.
- 2007 - Modalidade Infantil : O Menino Árvore, de Luísa Costa Cabral; Modalidade Juvenil: O Dono da Festa, de Estêvão Luís Bertoni e Silva.
- 2009 - Modalidade Infantil : O Pintor Desconhecido, de Mariana Roquette Teixeira;
- 2011 - Modalidade Infantil : O Gatuno e o Extraterrestre Trombudo, de Maria João da Silva Lopes; Modalidade Juvenil: O caderno vermelho da rapariga Karateca, de Ana Ferreira Pessoa.
- 2013 - Modalidade Infantil : O Cotão Simão, de Ana Rita Rufino Faustino; O Primeiro País da Manhã, de Ricardo Gonçalves Dias.
- 2015 - Modalidade Infantil : Tiago, o colecionador-quase-nuvem, de Vanessa Mendes Martins.
- 2017 - Modalidade Infantil: A Construção do Mundo, de Fábio Monteiro; Modalidade juvenil: Coisas que acontecem, de Inês Barata Raposo[2]